# Kamow Ka-15
Der Kamow Ka-15 (russisch Камов Ка-15, NATO-Codename: Hen, deutsch Henne/Huhn) ist ein zweisitziger Mehrzweckhubschrauber des sowjetischen Hubschrauberherstellers Kamow. Er flog erstmals 1953 und war über viele Jahre im zivilen und militärischen Einsatz.

## Entwicklung
Der Ka-15 war der erste Typ Kamows, der in Serienproduktion ging. Der Konstrukteur Nikolai Iljitsch Kamow erfüllte mit seinem Konzept des Koaxialrotors ohne Heckrotor die Anforderungen der sowjetischen Marine nach geringem Platzbedarf und guter Manövrierfähigkeit.
Wie der Vorgänger Ka-10 hatte die Ka-15 zwei Seitenruder. Sie bot jedoch eine deutlich größere Zuladung und einen wetterfesten, geschlossenen Rumpf. Die vorderen Räder des Fahrwerks waren lenkbar. Angetrieben wurde die Ka-15 von einem Sternmotor AI-14W.
Von der Marine wurde die Ka-15 zur U-Boot-Abwehr eingesetzt. Es wurden außerdem unterschiedliche zivile Versionen gebaut. Es gab Ka-15 als Rettungshubschrauber, als Agrarhubschrauber und auch mit Schwimmern (Ka-15G). Die Version Ka-15M hatte Rotorblätter aus Verbundwerkstoffen und einen stärkeren Motor AI-14WF mit 206 kW / 280 PS. Der viersitzige Nachfolger Ka-18 unterschied sich durch einen größeren Rumpf.

## Technische Daten
| Kenngröße             | Daten                                                |
| --------------------- | ---------------------------------------------------- |
| Konstrukteur          | Nikolai Kamow                                        |
| Passagiere            | 1                                                    |
| Besatzung             | 1                                                    |
| Rotordurchmesser      | jeweils 9,96 m                                       |
| Länge                 | 6,26 m                                               |
| Höhe                  | 3,35 m                                               |
| Leermasse             | ca. 968 kg                                           |
| Startmasse            | ca. 1460 kg                                          |
| Nutzlast              | 364 kg                                               |
| Höchstgeschwindigkeit | 155 km/h                                             |
| Reisegeschwindigkeit  | 125 km/h                                             |
| Dienstgipfelhöhe      | 3500 m                                               |
| Reichweite            | 520 km                                               |
| Triebwerk             | ein Sternmotor Iwtschenko AI-14W                     |
| Leistung              | 185 kW (252 PS); Ka-15M: AI-14WF mit 206 kW (280 PS) |